# Fogdarp
Fogdarp är en by i Bosjöklosters socken i Höörs kommun. Fram till 2000 avgränsade och namnsatte SCB bebyggelsen i denna by och dess grannby Stenstorp som en småort med namnet Fogdarp och Stanstorp. Från 2015 avgränsas här åter en småort.

## Fogdarps station
Fogdarps station, på Eslöv-Hörby järnväg, var belägen norr om samhället enda nere vid Ringsjön i området Pilafästan. På vintrarna bröts det förr is på Ringsjön. Isen drogs uppför en ramp intill stationen och transporterades sedan med järnvägen till städerna. Vid Wrangelsborg bröts sandsten vilken transporterades med pråm över Ringsjön till Fogdarps station och därefter vidare med järnväg.
Under 1930-talet förrättade pingstvännerna dop i Ringsjön på en plats strax öster om stationen. Vid nuvarande ringsjöstrands Camping, vid dansbanan.

### Fogdarps pumphus
Fogdarps pumphus byggdes 1896 och står intill Ringsjön. Eslöv-Hörby järnväg invigdes 27 maj 1897 och togs i trafik 1 juni samma år. Vatten togs från sjön och pumpades upp i tornet och sedan tankades det över till ångloken som trafikerade Eslöv - Hörby järnväg. 1961 gick man över till diesellok vilka senare ersattes av rälsbuss. 1967 lades trafiken ner helt och banan revs upp. Pumphuset stod och förföll fram till 2004 då Frosta Härads Hembygdsförening påbörjade en restaurering. 2006 stod det klart för återinvigning. Pumphuset ägs av Höörs kommun men underhålles, vårdas och sköts av Frosta Härads Hembygdsförening.